# Alomia
Alomia es un género de plantas perteneciente a la familia Asteraceae. Comprende 39 especies descritas y de estas 6 aceptadas.

## Taxonomía
El género fue descrito por Carl Sigismund Kunth y publicado en Nova Genera et Species Plantarum (folio ed.) 4: 118–119. 1820[1818]. La especie tipo es: Alomia ageratoides Kunth. 

## Especies aceptadas
A continuación se brinda un listado de las especies del género Alomia aceptadas hasta junio de 2012, ordenadas alfabéticamente. Para cada una se indica el nombre binomial seguido del autor, abreviado según las convenciones y usos.
- Alomia ageratoides Kunth
- Alomia alata Hemsl.
- Alomia callosa (S.Watson) B.L.Rob.
- Alomia chiriquensis B.L.Rob.
- Alomia coelestina (Regel) B.L.Rob.
- Alomia stenolepis S.F.Blake